# Serra de l'Alcora
La Serra de l'Alcora és una serra situada al municipi de l'Alcora a la comarca de l'Alcalatén (País Valencià). Al vessant est de la serra s'hi troba la població de l'Alcora.